# Platyzosteria albomarginata
Platyzosteria albomarginata är en kackerlacksart som beskrevs av Brunner von Wattenwyl 1865. Platyzosteria albomarginata ingår i släktet Platyzosteria och familjen storkackerlackor. Inga underarter finns listade i Catalogue of Life.